# Leopold Dorfer (Politiker)
Leopold J. Dorfer (* 14. Februar 1935 in Schöderberg bei Schöder; † 8. Oktober 2023 in Murau) war ein österreichischer Jurist, Kammeramtsdirektor und Politiker (ÖVP).
Vom 6. April 1970 bis zum 8. Oktober 1990 gehörte er dem steirischen Landtag in fünf Gesetzgebungsperioden als Landtagsabgeordneter an.

## Leben
Leopold Dorfer wurde am 14. Februar 1935 als Sohn eines Land- und Forstwirtes in eine Bergbauernfamilie in Schöderberg bei Schöder geboren. Nach dem Besuch der Volksschule in seiner Heimatgemeinde besuchte er das Bischöfliche Gymnasium in Graz und begann nach der 1954 abgelegten Matura ein Studium an der Rechts- und Staatswissenschaftlichen Fakultät der Universität Graz. Dieses Studium schloss er im Jahre 1958 mit der Promotion zum Dr. iur. ab. Während seines Studiums kam er auch in Kontakt mit der in Graz ansässigen und im Jahre 1908 gegründeten KÖStV Traungau Graz, einer farbentragenden und nichtschlagenden Studentenverbindung und Mitglied des Österreichischen Cartellverbandes (ÖCV), deren Mitglied er am 19. November 1954 wurde und den Couleurnamen Schiller erhielt. Dort war er im Wintersemester 1956/57 Fuchsmajor und im Wintersemester 1957/58 Senior. Am Ende des Sommersemesters 1959 wurde er im Altherrenverband aufgenommen.
Nach erfolgreich abgeschlossenem Studium war Dorfer kurze Zeit Rechtsanwaltsanwärter und trat danach im März 1959 in den Dienst der steiermärkischen Landesregierung. Anfangs wurde er an der Bezirkshauptmannschaft Judenburg eingesetzt und wechselte im Laufe des Jahres 1960 an die Bezirkshauptmannschaft Murau, wo er mitunter als Referent tätig war. Am 1. August 1966 wurde er Sekretär und Büroleiter des steirischen Wirtschaftslandesrates Anton Peltzmann, der ab diesem Jahr auch Obmann des steirischen Wirtschaftsbundes war. Durch den gebürtigen Mürztaler wurde Dorfer 1967 Direktor des steirischen Wirtschaftsbundes, wodurch er auch den Sprung in die Politik schaffte. Als ÖVP-Wirtschaftsbunddirektor war in weiterer Folge 13 Jahre lang im Amt, bevor der im Juli 1980 an die Wirtschaftskammer Steiermark – damals noch Handelskammer genannt – mit Wirkung vom 1. Oktober 1980 zum Kammeramtsdirektor bestellt wurde. In dieser Funktion war er bis zu seiner Pensionierung im Jahre 1995 aktiv und setzte sich über Jahrzehnte hinweg für die Wirtschaft in der Steiermark ein.
Bei der Landtagswahl in der Steiermark 1970 kandidierte Dorfer für die ÖVP (Wirtschaftsbund), wurde gewählt und gehörte dem steirischen Landtag vom 6. April 1970 bis zu seinem Ausscheiden am 8. Oktober 1990 in insgesamt fünf verschiedenen Gesetzgebungsperioden (VII., VIII., IX., X. und XI. Gesetzgebungsperiode) über einen Zeitraum von über 20 Jahren an. In diesem Zeitraum hatte er zahlreiche verschiedene Funktionen inne und war Mitglied verschiedenster Ausschüsse. Einen Großteil seiner Zeit war er auch Obmann des Wirtschafts- und Raumordnungsausschusses. In der Zeit der Vorbereitung zum EU-Beitritt Österreichs war Dorfer durch seine Funktion als Kammerdirektor und als Landtagsabgeordneter einer der führenden steirischen Wirtschaftspolitiker, der die steirische Wirtschaft in dieser Zeit nachhaltig prägte. Beispielhaft waren hierbei Reformen zu mehr Transparenz, Effizienz, Ausbau von Bildungsprogrammen oder Jugendförderung.
Im Jahre 1995 wurde dem gebürtigen Murtaler für seinen Einsatz im Sinne der Wirtschaft das Große Goldene Ehrenzeichen des Landes Steiermark verliehen. Zu seiner aktiven Zeit galt Dorfer als einer der wenigen Angehörigen des CV in der steirischen Politik und konnte aufgrund seiner Kammerfunktion eine gewissen Unabhängigkeit gegenüber der von Josef Krainer junior dominierten Landes-ÖVP bewahren. Er halt stets als hilfreicher Ansprechpartner für den CV, der es zu dieser Zeit in der Steiermark nicht immer leicht gehabt hatte. Dorfer war neben seiner Traungau-Zugehörigkeit auch noch Ehrenphilister der MKV-Verbindungen KÖStV Laurinia Graz zu Bad Radkersburg (1981), KÖML Alpinia-Styria Graz (1981) und KÖStV Norea Murau (1984).
Nach seiner Pensionierung lebte er in Murau und gab seine Grazer Wohnung erst Jahre nach seiner Pensionierung auf. Am 8. Oktober 2023 starb Dorfer im Alter von 88 Jahren in Murau und wurde nach Aufbahrung im Aufbahrungsraum Schöder am 13. Oktober 2023 und nach einem Trauergottesdienst in der Pfarrkirche Schöder am 14. Oktober 2023 auf dem Ortsfriedhof von Schöder begraben. Neben seiner Ehefrau hinterließ er zwei gemeinsame Kinder.

## Auszeichnungen und Ehrungen (Auswahl)
- Ehrenphilister der KÖStV Laurinia Graz zu Bad Radkersburg (1981)
- Ehrenphilister der KÖML Alpinia-Styria Graz (1981)
- Ehrenphilister der KÖStV Norea Murau (1984)
- Verleihung des Großen Goldenen Ehrenzeichens des Landes Steiermark (1995)